# Муратов Володимир Іванович
Володимир Іванович Мура́тов — радянський та український фізик, педагог, спеціаліст з фізики плазми, лауреат Державної премії УРСР у галузі науки та техніки (1979). Завідувач кафедри фізики плазми фізико-технічного факультету Харківського університету (1974—2012), парторг, потім декан фізико-технічного факультету (1981—1986).

## Біографія
Володимир Муратов народився 1936 року. Закінчив фізико-математичний факультет Харківського університету.
В 1967 отримав ступінь кандидата фізико-математичних наук, захистивши дисертацію «Експериментальне дослідження нелінійної взаємодії хвиль у плазмі».
1 червня 1971 року обійняв посаду доцента кафедри фізики плазми на фізико-технічному факультеті Харківського університету. В 1973 отримав вчене звання доцента. 18 лютого 1974 року був призначений тимчасово виконуючим обов'язки завідувача кафедри фізики плазми, а 25 травня 1975 року затверджений на посаду завідувача.
В 1979 Муратову була присуджена Державна премія УРСР в галузі науки і техніки за роботу «Просвітлення плазмових хвильових бар'єрів в результаті лінійних кінетичних ефектів».
У 1989 році обійняв посаду професора кафедри фізики плазми.
Керував кафедрою фізики плазми до 2012 року, коли кафедра була об'єднана з кафедрою загальної та прикладної фізики у кафедру прикладної фізики та фізики плазми.

## Наукова діяльність
Основний об'єкт досліджень Муратова — перехідне випромінювання, що генерується короткими нерелятивістськими електронними згустками на різних електродинамічних неоднорідностях (спіралях, діафрагмах).
У 2010-і роки Муратов займався створенням малогабаритного генератора коротких електромагнітних імпульсів тривалістю близько 100 пікосекунд.
Помер 7 грудня 2022 року.

## Публікації

### Дисертація
- Экспериментальное исследование нелинейного взаимодействия волн в плазме: дисс. канд. физ.- мат. наук / В. И. Муратов. — Харьков, 1966. — 81 с.

### Статті
- Energy exchange between high- and low-frequency oscillations in a plasma / V. L. Fedorchenko, V. I. Muratov, B. N. Rutkevich. — 1964. — Nuclear Fusion. — Vol. 4, Num. 4
- Steady-state nonequilibrium electron distributions characterized by a flux in momentum space in a solid-state plasma: Theory and applications / V. M. Balebanov, S. S. Moiseev, O. Yu. Naguchev, V. I. Karas', I. V. Karas', S. I. Kononenko, V. I. Muratov. — 1998. — Vol. 35, Issue 2
- Transition radiation of nonrelativistic electron bunches passing through diaphragms / V. N. Bolotov, S. I. Kononenko, V. I. Muratov, V. D. Fedorchenko. — 2004. — Technical Physics. — Vol. 49, Issue 4. — P. 466—470
- Silica luminescence induced by fast light ions / S. I. Kononenko, O. V. Kalantaryan, V. I. Muratov, V. P. Zhurenko. // Radiation Measurements. — 2007. — Vol. 42, Issue 4-5. — P. 751—754.

## Нагороди та звання
- Державна премія УРСР в галузі науки і техніки (1979)
- Диплом І ступеня в університетському конкурсі «За високі досягнення у роботі» (2002)